# Edward Mills Purcell
Edward Mills Purcell (ur. 30 sierpnia 1912 w Taylorville, Illinois, zm. 7 marca 1997 w Cambridge, Massachusetts) – amerykański fizyk, laureat Nagrody Nobla w dziedzinie fizyki za „rozwinięcie nowych metod precyzyjnych pomiarów magnetyzmu jądrowego i odkrycia dzięki nim dokonane”.

## Życiorys
Ukończył Purdue University i Harvard University. W czasie II wojny światowej w latach 1940-1946 pracował w MIT w Cambridge – uczestniczył w badaniach dotyczących technik radarowych. Po zakończeniu wojny powrócił do Harvardu. W latach 1945–1946 opracował nowe metody precyzyjnych pomiarów jądrowego rezonansu magnetycznego (ang. Nuclear Magnetic Resonance, NMR), za co został uhonorowany w roku 1952 Nagrodą Nobla (wspólnie z Felixem Blochem, który niezależnie dokonał tego samego odkrycia).
Od 1949 roku był profesorem na Uniwersytecie Harvarda. W roku 1951 został wybrany do Narodowej Akademii Nauk w Waszyngtonie.
Rozwój technik spektroskopii NMR był jednym z najważniejszych czynników, umożliwiających postęp w medycynie w XX wieku.
Purcell jest autorem licznych publikacji, w tym książek. m.in. podręcznika Electricity and Magnetism (1965), przetłumaczonego m.in. na język polski jako „Elektryczność i magnetyzm” (wyd. I: PWN 1971), wchodzącego w skład Kursu Fizyki z Berkeley (Berkeley Physics Course). Jest on uznawany za jeden z najlepszych podręczników fizyki – bardzo dobrą podstawę kursu elektrodynamiki klasycznej. Laureat Medalu Oersteda za nauczanie fizyki (1967).